# Discografia de Example
A discografia do cantor e rapper britânico Example é composta por quatro álbuns de estúdio, quatorze singles e vinte e dois videoclipes. Em outubro de 2011, Exemple alcançou a décima posição no top 40 singles no Reino Unido, incluindo dois singles número um: "Changed the Way You Kiss Me" e "Stay Awake".

## Álbuns

### Álbuns de estúdio
| 2007                                         | What We Made - Lançamento: 17 de Setembro de 2007 - Gravadora(s): The Beats - Formato(s): CD, Download digital                  | 125 | — | —  | —  | —  | —  | —  |  |
| 2010                                         | Won't Go Quietly - Lançamento: 21 de Junho de 2010 - Gravadora(s): Data Records - Formato(s): CD, Download digital              | 4   | 1 | —  | 4  | 26 | —  | —  |  |
| 2011                                         | Playing in the Shadows - Lançamento: 4 de Setembro de 2011 - Gravadora(s): Ministry of Sound - Formato(s): CD, Download digital | 1   | 1 | 14 | 3  | 6  | 22 | 59 |  |
| 2012                                         | The Evolution of Man - Lançamento: 19 de Novembro de 2012 - Gravadora(s): Ministry of Sound - Formato(s): CD, Download digital  | 13  | 1 | 40 | 14 | 34 | —  | —  |  |
| "—" Não entrou na tabela musical deste país. | |     |   |    |    |    |    |    |  |

### Álbuns de remix
| Ano  | Detalhes do álbum                                        |
| ---- | -------------------------------------------------------- |
| 2006 | We Didn't Invent the Remix - Gravadora(s): All the Chats |
| 2008 | What We Almost Made - Gravadora(s): Data Records         |
| 2009 | The Credit Munch - Gravadora(s): Data Records            |
| 2010 | The Big Dog Blog Mix - Gravadora(s): Data Records        |

### Mixtapes
| Ano  | Detalhes do álbum                                                                                                  |
| ---- | --- |
| 2010 | The Very Best Of Example (2003-2009) - Apresenta uma combinação de demos, faixas mixtape e lançamentos anteriores. |

## Singles

### Como artista principal
| 2007                                         | "I Don't Want To"                      | 167 | —  | —  | —  | —  | —  | —  | —  | —  | —  |           | What We Made           |
| 2007                                         | "So Many Roads"                        | 196 | —  | —  | —  | —  | —  | —  | —  | —  | —  |           | What We Made           |
| 2008                                         | "Me & Mandy"                           | —   | —  | —  | —  | —  | —  | —  | —  | —  | —  |           | What We Made           |
| 2009                                         | "Watch the Sun Come Up"                | 19  | —  | —  | —  | —  | —  | —  | —  | 27 | 74 |           | Won't Go Quietly       |
| 2010                                         | "Won't Go Quietly"                     | 6   | —  | —  | —  | 11 | —  | 36 | 33 | 6  | 51 |           | Won't Go Quietly       |
| 2010                                         | "Kickstarts"                           | 3   | —  | 35 | 9  | —  | 72 | 8  | 12 | 2  | 12 |           | Won't Go Quietly       |
| 2010                                         | "Last Ones Standing"                   | 27  | —  | —  | —  | —  | —  | 37 | —  | 25 | —  |           | Won't Go Quietly       |
| 2010                                         | "Two Lives"                            | 84  | —  | —  | —  | —  | —  | —  | —  | —  | —  |           | Won't Go Quietly       |
| 2011                                         | "Changed the Way You Kiss Me"          | 1   | 16 | 33 | 22 | 37 | 8  | 3  | 12 | 1  | 38 | - Platina | Playing in the Shadows |
| 2011                                         | "Stay Awake"                           | 1   | 51 | —  | —  | —  | —  | 16 | —  | 2  | 96 |           | Playing in the Shadows |
| 2011                                         | "Natural Disaster" (vs. Laidback Luke) | 37  | 92 | —  | 51 | —  | —  | —  | —  | 35 | 31 |           | Playing in the Shadows |
| 2011                                         | "Midnight Run"                         | 30  | 91 | —  | —  | —  | —  | —  | —  | 35 | 64 |           | Playing in the Shadows |
| 2012                                         | "Say Nothing"                          | 2   | 54 | —  | 94 | —  | —  | 22 | —  | 2  | 66 |           | Playing in the Shadows |
| 2012                                         | "Close Enemies"                        | 37  | —  | —  | —  | —  | —  | —  | —  | 37 | —  |           | Playing in the Shadows |
| 2013                                         | "Perfect Replacement"                  | 46  | —  | —  | —  | —  | —  | 56 | —  | 38 | —  |           | Playing in the Shadows |
| 2013                                         | "Wrong Places"                         | —   | —  | —  | —  | —  | —  | —  | —  | —  | —  |           | TBA                    |
| "—" Não entrou na tabela musical deste país. |                                        |     |    |    |    |    |    |    |    |    |    |           |                        |

### Participações
| 2007                                         | "Monster" (Professor Green part. Example)            | 29 | — | — | —  | —  | —  | — | —  |                     | Alive Till I'm Dead |
| 2010                                         | "Unorthodox" (Wretch 32 part. Example)               | 2  | — | — | —  | 32 | —  | 3 | —  |                     | Black and White     |
| 2012                                         | "Daydreamer" (Flux Pavilion part. Example)           | 39 | 9 | — | —  | —  | —  | — | —  |                     | Single sem álbum    |
| 2012                                         | "We'll Be Coming Back" (Calvin Harris part. Example) | 2  | 2 | 8 | 24 | 1  | 16 | 1 | 47 | - 2× Platina - Ouro | 18 Months           |
| "—" Não entrou na tabela musical deste país. |                                                      |    |   |   |    |    |    |   |    |                     |                     |

### Outras canções
| Ano  | Título                                                                                              | Melhor posição | Álbum                  |
| Ano  | Título                                                                                              | UK             | Álbum                  |
| ---- | --------------------------------------------------------------------------------------------------- | -------------- | ---------------------- |
| 2010 | "Game Over" (Tinchy Stryder part. Example, Tinie Tempah, Giggs, Professor Green, Devlin & Chipmunk) | 22             | Third Strike           |
| 2011 | "Shot Yourself in the Foot Again" (vs. Skream)                                                      | 82             | Playing in the Shadows |
| 2011 | "Playing in the Shadows"                                                                            | 155            | Playing in the Shadows |